# 西鉄バス北九州・恒見自動車営業所

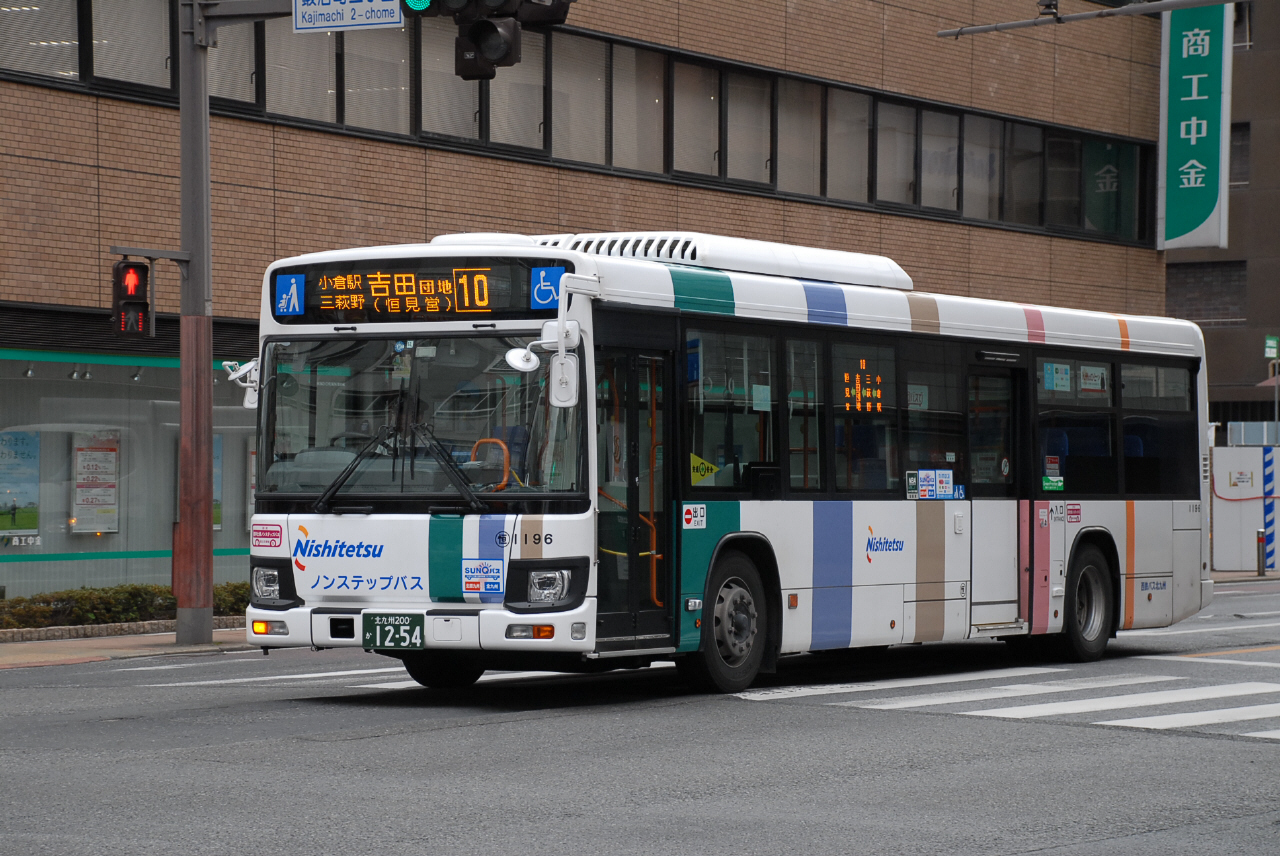
路線車

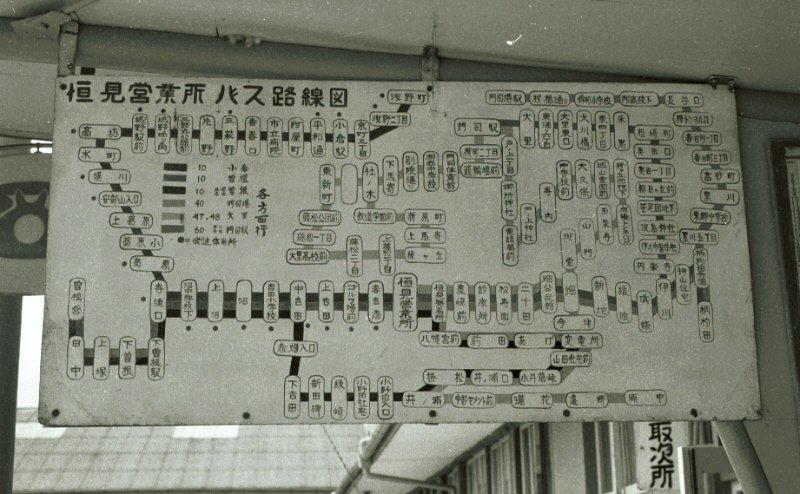
過去の路線図

西鉄バス北九州・恒見自動車営業所（にしてつバスきたきゅうしゅう・つねみじどうしゃえいぎょうしょ）は、西鉄バス北九州のバス営業所の一つ。主に福岡県道25号門司行橋線に沿った、北九州市門司区の周防灘側から小倉南区北東部にかけてのエリアを担当する。

## 管轄路線

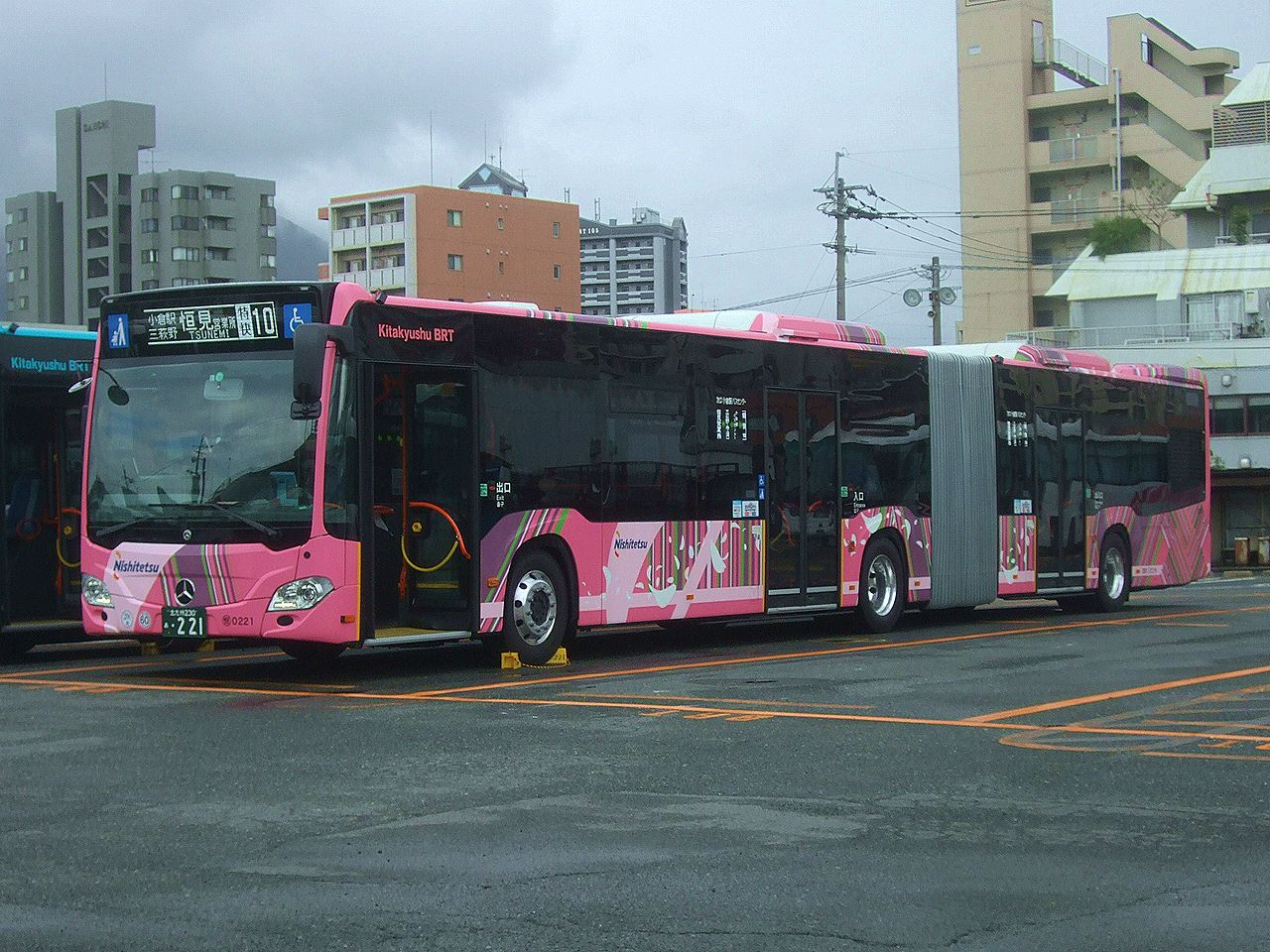
特別快速10番に使用される連節バス

2023年10月1日現在の路線（太字は終点・始発停留所）

### 恒見 - 小倉線
- ■□ 10
  - 恒見営業所 - （ - 吉田団地第二 - ） - 中吉田 - 寺迫口 - 葛原小学校前 - 安部山入口 - 高坊 - 城野駅前 - 城野四角 - 片野駅 - 三萩野 - 平和通り - 小倉駅バスセンター - 砂津
    - 恒見、吉田団地地区 - 砂津間を寺迫口、国道10号経由で結ぶ路線。2014年4月27日に浅野発着が砂津へと改正された。砂津行きは米町に停車しない。
    - なお夜の砂津行きは吉田団地第二を経由しない。
- ■□ 特別快速10（下記停留所に停車）
  - 恒見営業所 - 上吉田 - 吉田団地郵便局前 - 吉田にれの木坂 - 沼小学校前 - 沼団地口 - 沼中学校下 - （←寺迫口北←） - 寺迫口 - 葛原本町六丁目 - 上葛原 - 安部山入口 - 城野駅前 - 城野四角 - 片野駅 - 三萩野 - 平和通り - 小倉駅バスセンター - 砂津
    - 2021年7月31日に特別快速10番が新設され、連節バスで運行される。2022年7月23日改正で吉田にれの木坂にも停車。なお連節バスには予備がないため、故障時は路線車による代走運行となる。

- □ 11
  - 恒見営業所 - 吉田団地第二 - 中吉田 - 寺迫口 - 葛原小学校前 - 安部山入口 - 高坊 - 城野駅前 - 城野四角 - 片野駅 - 三萩野 - 木町 - 南小倉駅前 - 一枝入口 - 明治学園前 - 戸畑区役所 - 浅生通り - 浅生市場前←戸畑駅
    - 恒見、吉田団地地区 - 戸畑駅間を寺迫口、国道10号、一枝経由で結ぶ路線。平日朝2便のみ運行。葛原・城野地区から東筑紫短大や明治学園などの通学向けに設定されている。浅生市場前行きは浅生市場前到着後、戸畑営業所へ回送される。

- ■□ 14
  - （下吉田団地第一←下吉田団地第四←/下吉田団地第四→下吉田団地第一→） - 下吉田団地 - 中吉田 - 寺迫口 - 葛原小学校前 - 安部山入口 - 高坊 - 城野駅前 - 城野四角 - 片野駅 - 三萩野 - 平和通り - 小倉駅バスセンター - 砂津
    - 1時間に1本は14番下吉田団地発着が運転されていたが、2023年10月1日ダイヤ改正で恒見フィーダー線に置き換わり、朝に砂津行き2本（そのうち平日・土曜の始発1本は小倉駅バスセンター行き）、夕方に下吉田団地第四行き1本が運行されるのみとなった。
    - 2022年9月23日改正までは沼団地を経由していた。
- ■□ 15
  - 四季彩の丘第5 - 沼小学校前 - 沼団地 - 寺迫口 - 葛原小学校前 - 安部山入口 - 高坊 - 城野駅前 - 城野四角 - 片野駅 - 三萩野 - 平和通り - 小倉駅バスセンター -  砂津
    - 沼新町、沼団地地区 - 砂津間を寺迫口、国道10号経由で結ぶ路線。10番と同様に2014年4月27日に浅野発着が砂津へと改正された。砂津行きは米町に停車しない。
    - 14番と同様に2023年10月1日ダイヤ改正で恒見フィーダー線に置き換わり、朝に砂津行き3本（そのうち平日始発2本、土曜始発1本は小倉駅バスセンター行き）、夕方に四季彩の丘第5行き1本が運行されるのみとなった。
    - かつては青葉車庫～沼団地だったが、四季彩の丘分譲開始と同時に現在のルートに変更された。
- ■□ 18（九州労災病院→砂津は10）
  - 九州労災病院 - 下曽根駅北口 - 寺迫口 - 葛原小学校前 - 安部山入口 - 高坊 - 城野駅前 - 城野四角 - 片野駅 - 三萩野 - 平和通り - 小倉駅バスセンター -  砂津
    - 九州労災病院の移転にあわせ、2011年5月6日新設。本数は1時間1本程度。2023年10月1日ダイヤ改正で砂津発着が新設された。
    - 青葉車庫発着は弥生が丘営業所が運行する。

- ■□ 110（都市高速 若園 - 大手町RP）
  - 恒見営業所 - 吉田団地第二 - 中吉田 - 寺迫口 - 津田 - 小倉東インターチェンジ - 横代東町二丁目 - 湯川中学校前 - 蜷田若園三丁目 - 企救中学校 - （若園）（都市高速）（大手町） - 大手町 - ソレイユホール・ムーブ前 - 西小倉駅前 - 魚町 - 小倉駅バスセンター - 砂津
    - 恒見、吉田団地地区 - 砂津間を企救中学校前、都市高速、小倉駅バスセンター経由で結ぶ路線。
    - 全便が砂津発着で運行されている。10番にある、小倉駅バスセンター発着はない。
    - 一時期、恒見（都市高速）小倉線に組み込まれ、急行とのループになっていた時期があった。（過去の路線を参照）

### 門司港ローカル線
- □ 40
  - 恒見営業所 - 畑 - 伊川 - （ - 柄杓田 - ） - 黒川 - 春日町一丁目 - 門司港レトロ（栄町銀天街入口）- 門司港駅前
  - 恒見営業所 - 畑 - （ - 門司学園中高 - ） - 伊川 - 黒川 - 春日町一丁目 - 門司港レトロ（栄町銀天街入口）- 門司港駅前

平日の一部および土曜・休日の大半は柄杓田を経由し、柄杓田分道、上中條を2回通る。門司学園中高経由の便は通学時間帯の少数のみの運行となっている（柄杓田は経由しない）。

### 大里線
- □ 47（沼団地→恒見営業所→藤松公団前→上藤松一丁目→恒見営業所）
  - 沼団地→中吉田→恒見営業所→畑→桜ケ丘団地下→寺内→戸ノ上一丁目→門司駅前→門司体育館前→社ノ木二丁目→藤松公団前→上藤松一丁目→社ノ木二丁目→門司体育館前→門司駅前→戸ノ上一丁目→寺内→桜ケ丘団地下→恒見営業所

沼団地 - 恒見営業所間は平日・土曜の早朝2便の往路のみ。2020年3月14日改正で48番のみ廃止され、47番のみとなった。2021年10月下旬頃より、大半が中型スロープ付車両での運行となっている。2022年3月12日より、門司駅発着が設定されているが、門司駅～山田線の送り込み便となる。

### 門司駅～山田線
2022年3月12日、青葉営業所が閉鎖に伴い、中谷営業所、恒見営業所に移管された。
- ■□■ 49
  - 門司駅前 - 大里桃山町 - 緑ヶ丘中学校下 - 藤松公団前 - 鳥越 - 赤坂 - 砂津 - 小倉駅入口 - 平和通り - 三萩野 - 木町 - 宮田町 - 蒲生入口 - 愛の家車庫
    - 愛の家車庫 - 砂津 - 門司駅前間を三萩野、大里桃山町経由で結ぶ路線。藤松・大里桃山町経由のため門司駅方面は遠回りとなる。基本は1時間に3本運行。
- □ 47
  - 恒見営業所 - 畑 - 桜ケ丘団地下 - 寺内 - 戸ノ上一丁目 - 門司駅前
    - 当路線の出入庫として、朝に恒見営業所発門司駅行き、夜に門司駅発恒見営業所行きが運行される。

### 奥田線
2022年3月12日ダイヤ改正より、中型スロープ付車両での運行となり（ただし代走で大型車が入ることもある）、さらに同年9月23日ダイヤ改正からは日野・ポンチョによる運行となる。
- □ 60
  - 恒見営業所 - 畑 - 猿喰 - （ - 門司学園中高 - ） - 伊川 - 淡島神社前 - 奥田一丁目 - 大川橋 - 門司駅前
    - 門司駅から大川橋・淡島神社前を経由して恒見営業所を結ぶ路線。
    - すべて恒見営業所発着で、土休日ダイヤの一部は門司学園中高を経由する便がある。
    - 門司駅前でのループ運行となっており、門司駅前到着後はすぐの折り返しとなる[2]。2022年7月23日ダイヤ改正で淡島神社前発着と門司学園中高発着を廃止した。

- □ 63
  - 柄杓田 - 伊川 - 淡島神社前 - 奥田一丁目 - 大川橋 - 門司駅前
    - 門司駅と柄杓田を結ぶ路線。
    - 2022年7月23日ダイヤ改正より、それまで戸畑駅と柄杓田を結んでいた系統を門司駅で分断し、柄杓田発着は奥田線へと組み込まれた。
    - 60番同様、門司駅でのループ運行となっており、門司駅前到着後はすぐの折り返しとなる。

### 門司 - 戸畑・中谷線
戸畑営業所との共同運行。恒見担当分はワンステップ車・ノンステップ車が使用される。
- ■■ 83
  - 淡島神社前 - 奥田一丁目 - 大里団地前 -  門司駅 -  中二十町 - 門司体育館前　- 社ノ木二丁目 - 手向山トンネル口 - 上富野一丁目 - 砂津 - 小倉駅入口 - 魚町 - 西小倉駅前 - 大門 - 金田二丁目 - （←金田陸橋西←） - 一枝入口 - 明治学園前 - 戸畑区役所 - 浅生通り - 浅生市場前 - 戸畑駅
    - 淡島神社・中二十町など門司区から小倉中心部を経由して戸畑駅を結ぶ系統である。鳥越～戸畑駅間は63番と同一ルートを通る。
    - 2018年3月25日の改正にて戸畑駅～砂津間の区間便の新設・淡島神社前発着の減便が行われ、恒見営業所が運用に参入した（出入庫は淡島神社前～恒見営業所を回送）。
    - 2022年7月23日ダイヤ改正より門司駅への乗り入れが開始され、砂津発着のほとんどが淡島神社前発着へ戻された。当営業所担当便はすべて淡島神社前発着。

### 恒見(都市高速)小倉線
全便がスロープ付大型車での運行となっている。
- □ 急行（都市高速 大里 - 富野）
  - 恒見営業所→畑→桜ヶ丘団地下→寺内→（大里）（都市高速）（富野）→富野小学校前→附属小学校前→砂津→小倉駅バスセンター→砂津→附属小学校前→富野小学校前→（富野）（都市高速）（大里）→寺内→桜ヶ丘団地下→畑→恒見営業所
    - 恒見営業所と小倉地区間を桜ヶ丘・都市高速経由で結ぶ循環線。
    - 小倉駅バスセンターで行先を恒見営業所に変えて運行する。なお、小倉駅バスセンターでの折り返し時間はない為、上りの遅れが直接下りに影響する。
    - 長年大門ループで運転されていたが、2020年3月14改正でこれまで乗り入れなかった小倉駅バスセンターループに短縮された（浅香通り・京町三丁目は通過）。　
    - 小倉駅バスセンター行きの行先表示には、「小倉駅バスセンター止め」と表示される。

### 恒見フィーダー線
2023年10月1日ダイヤ改正で2番・14番・15番に代わるフィーダー系統として新設。これにより2番は寺迫口～四季彩の丘・恒見営業所間が廃止、14番・15番は朝晩の数本を残し取り止めとなった。原則、小型車が使用される。
- 5
  - 四季彩の丘第5→沼小学校前→沼団地→沼中学校下→寺迫口→下曽根駅北口→九州労災病院→寺迫口北→（5番・7番へ）
  - （5番・7番から）→寺迫口→下曽根駅北口→九州労災病院→寺迫口北→沼中学校下→沼団地→沼小学校前→四季彩の丘第5
- 7
  - 下吉田団地第四→下吉田団地第一→下吉田団地→中吉田→沼中学校下→寺迫口→下曽根駅北口→九州労災病院→寺迫口北→（5番・7番へ）
  - （5番・7番から）→寺迫口→下曽根駅北口→九州労災病院→寺迫口北→沼中学校下→中吉田→下吉田団地→下吉田団地第四→下吉田団地第一（→無番へ）
- 無番
  - （7番から）→下吉田団地第四→下吉田団地第一→中吉田
    - 直通となっているが、四季彩の丘・下吉田団地～沼中学校下から乗車した場合、寺迫口北を越えての乗越しはできない。それより先に行く場合は寺迫口北バス停で一旦下車する必要がある。
    - 一部の下吉田団地行きは、下吉田団地第四からそのまま無番中吉田行きへ直通する。

### その他
- 阪九フェリーおよび東京九州フェリーの利用者送迎バスの運行を担当しており、小倉駅新幹線口・門司駅前と新門司港のフェリーのりばを結ぶ。

## 廃止路線

### 恒見 - 小倉線
- ■□ 10
  - （10番:現行路線 恒見営業所 - 小倉駅バスセンター） - 浅野

昭和50年代頃までは快速も運行されていた
- ■□ 14
  - （現行経路　下吉田団地 - 中吉田） - 沼団地 - （現行経路　寺迫口 - 砂津）
    - 2022年9月23日改正までは沼団地を経由していた。

- ■□ 15
  - （15番:現行路線 四季彩の丘第5 - 小倉駅バスセンター） - 浅野

恒見、沼団地地区 - 浅野間を寺迫口、国道10号経由で結ぶ路線。10番と同様に2014年4月27日に浅野営業所が移設されたため浅野発着便は廃止された。
□10恒見営業所−井の浦−下吉田団地−中吉田−寺迫口−小倉駅バスセンターー浅野
□10恒見営業所−井の浦−下吉田団地−中吉田−曽根新田   上吉田経由の曽根新田行きも存在していたが、2020年3月14日の改正でおよそ20年ぶりに、恒見・吉田地区より下曽根駅方面へのルートが復活する。
- □ 111
  - 恒見営業所→吉田団地第二→中吉田→寺迫口→津田→小倉東インターチェンジ→横代東町二丁目→湯川中学校前→蜷田若園三丁目→企救中学校前→（若園）（都市高速）（下到津）→一枝入口→明治学園前→戸畑区役所→浅生通り→浅生市場前

恒見、吉田団地地区 - 浅生市場前間を企救中学校前、都市高速、一枝入口経由で結ぶ路線。浅生市場前行きのみ運行（浅生市場前到着後は戸畑営業所まで回送、折り返しは戸畑駅から83番淡島神社前行きとなる）。2021年7月31日で廃止された。
39  吉田団地-寺迫口-安部山公園-農事センター-石田-北方-城野四角-三萩野-小倉駅前-砂津（曽根営業所・湯川営業所担当）恒見営業所担当の110番系統開始時に廃止
大里線
恒見営業所−井の浦−新門司福祉センターー東部農協前−桜ヶ丘団地下−門司駅前−社ノ木二丁目−藤松・緑ヶ丘中学校（逆回りもあり）−社ノ木二丁目−門司駅前−桜ヶ丘団地下−東部農協前−恒見営業所（逆回りもあり）
平成の初めまで桜ヶ丘団地下止・恒見八幡宮経由浦中行きまたは、恒見営業所・産業道路経由浦中・新門司福祉センター行きも存在し、緑ヶ丘中学校止もあった。また大里線では門司駅−桃山町−緑ヶ丘中学校止 緑ヶ丘中学校−桃山町−門司駅−淡島神社という設定もあった。
98  昭和の終わりまで桜ヶ丘団地下−門司駅−社ノ木二丁目−砂津−小倉駅−三萩野−木町−山田（現山田緑地）が存在してたが恒見（急行）小倉線に吸収される形で消滅した。浅野営業所（現青葉営業所）との共同運行であった。
恒見〜門司港線（門司ローカル線）
昭和60年の西鉄北九州線（門司〜戸畑・枝光）線廃止時43◯柄杓田行きは、門司営業所より恒見営業所へ移管されたが平成の後半門司〜小倉線・門司〜戸畑・八幡線門司（急行）戸畑線門司〜徳力線の部分廃止に伴って再び門司営業所へ移管されたが、土曜・日曜祝日ダイヤは43◯柄杓田行きはなく全て40◯柄杓田経由恒見営業所行きで運行される。
奥田線
61◯淡島神社−門司駅前−社ノ木二丁目−砂津−魚町−小倉城（大門）−魚町−砂津−社ノ木二丁目−門司駅前−淡島神社 門司営業所との共同運行であったが65◯門司駅を経由せず中二十町−社ノ木二丁目−菜園場−一枝−戸畑駅の開設により廃止現83◯の走り。
62◯柄杓田・淡島神社−門司駅−桃山町−緑ヶ丘中学校
63◯柄杓田−淡島神社−門司駅−社ノ木二丁目−藤松・緑ヶ丘中学校−桃山町−門司駅−淡島神社−門司北高校（藤松・緑ヶ丘→60◯となる）門司北高校発は、藤松・緑ヶ丘−桃山町−門司駅止まり（門司北高校→藤松60◯藤松→門司駅間は62◯となる。平日のみ運行。
門司駅−桃山町−緑ヶ丘中学校−藤松−社ノ木二丁目−門司駅−淡島神社−柄杓田（門司駅−緑ヶ丘間は、62◯緑ヶ丘〜柄杓田→63◯となる）
60◯門司駅−柄杓田行きは、現63◯の戸畑駅−柄杓田行きの開設されるにあたり戸畑・門司営業所へ移管となった。

### 恒見(都市高速)小倉線
全便がスロープ付大型車での運行となっている。
- ■110／□ 急行
  - 恒見営業所 - 吉田団地入口 - 中吉田 - 沼中学校下 - 津田新町 - 企救中学校 - (都市高速) - 大手町 - ソレイユホール・ムーブ前 - 西小倉駅前 - 魚町 - 小倉駅バスセンター - 砂津チャチャタウン - 富野小学校前 - (都市高速) - 寺内 - 桜ヶ丘団地下 - 畑 - 恒見営業所

恒見・周辺地区と小倉中心部を都市高速経由で結ぶ路線。元は110番・急行それぞれ独立して運行されていたが後に統合。吉田団地先回りが110番・畑先回りが急行で、小倉地区に向かう都市高速上で行先番号を変更する。2015年3月14日、再分割のため廃止された。
- □ 急行
  - （現行路線：恒見営業所→砂津）→小倉駅入口→魚町→西小倉駅前→大門→西小倉駅前→魚町→小倉駅入口→（現行路線：砂津→恒見営業所）

大門ループのためソレイユホール・ムーブ前などは経由しない。また小倉駅についてもバスセンターではなく小倉駅入口に停車していたが、2020年3月14日改正で小倉駅バスセンターまでに短縮されたため、砂津（実際は急行が通過する米町） - 大門が廃止された。

### 大里線
- □ 48（恒見営業所→上藤松一丁目→藤松公団前→恒見営業所）（48番は鉄道学園前から47番として運行）
  - 恒見営業所→畑→桜ケ丘団地下→寺内→戸ノ上一丁目→門司駅前→門司体育館前→社ノ木二丁目→上藤松一丁目→藤松公団前→社ノ木二丁目→門司体育館前→門司駅前→戸ノ上一丁目→寺内→桜ケ丘団地下→恒見営業所
  - 2020年3月14日改正で廃止され、47番のみとなった。

## 車両
- 路線車はいすゞ・三菱ふそう・UDトラックス（旧:日産ディーゼル）の大型車、いすゞの中型車、日野・ポンチョが所属。 2014年9月には当営業所初のノンステップバス（いすゞ製）が導入された。中型車は大里線で使用。ポンチョは奥田線の廃止予防として2022年9月23日から同線に導入。さらに2023年10月1日ダイヤ改正で新設の恒見フィーダー線運行に際し、ポンチョが増備された。
- 阪九フェリー送迎貸切車は三菱ふそう・日産ディーゼル製が所属。

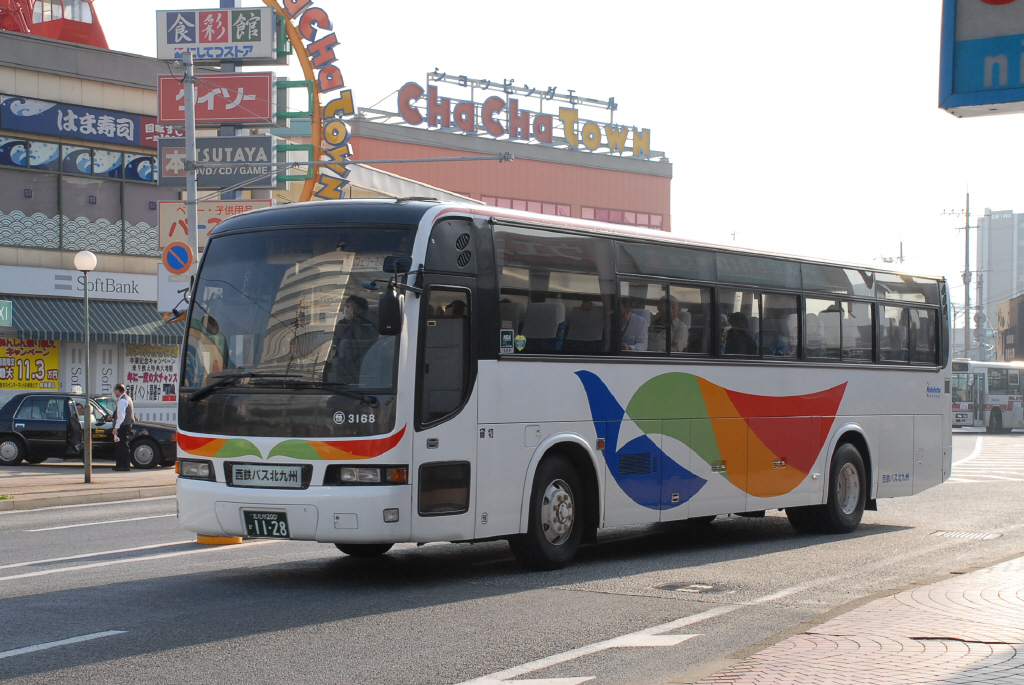
阪九フェリー送迎

- 連節バスはメルセデス・ベンツ・シターロGを導入。

2011年9月、北九州市営バスより養護スクールバスの受託。それに伴い、養護スクールバスを市営バスより日産ディーゼルが1台受託している。